# Fußball-Oberliga Südwest 1998/99
Die Saison 1998/99 der Oberliga Südwest war die 21. Spielzeit der Fußball-Oberliga Südwest seit ihrer Wiedereinführung im Jahr 1978 und die fünfte als vierthöchste Spielklasse in Deutschland. Die Meisterschaft bekam nach mehreren Verhandlungen und Gerichtsurteilen der FK Pirmasens mit einem Punkt Vorsprung auf den SC 07 Idar-Oberstein letztlich am „Grünen Tisch“ zugesprochen. Auf sportlichem Weg hatte zunächst Idar-Oberstein die Meisterschaft mit zwei Punkten Vorsprung auf Pirmasens gewonnen und sich für den Aufstieg in die Regionalliga West/Südwest qualifiziert. Der Vorstand der Regionalliga West/Südwest entschied nachträglich aber, dass auch Pirmasens in die Regionalliga aufsteigen werde.
Die beiden sportlichen Absteiger waren die FSG Schiffweiler und der SV Mettlach. Die TSG Pfeddersheim nahm an einer Relegationsrunde gegen die Vizemeister der drei Landes- bzw. Verbandsligen teil.
Die Aufsteiger waren die Amateure des 1. FSV Mainz 05 aus der Verbandsliga Südwest, der TuS Mayen aus der Rheinlandliga und der VfB Theley aus der Verbandsliga Saar. In einer Relegationsrunde der drei Vizemeister setzte sich zunächst Rot-Weiß Hasborn-Dautweiler aus der Verbandsliga Saar gegen den FV Rheinbrohl aus der Rheinlandliga und Südwest Ludwigshafen aus der Verbandsliga Südwest durch. Anschließend siegte Hasborn-Dautweiler auch gegen den Vertreter der Oberliga Südwest, die TSG Pfeddersheim. Hasborn stieg somit als vierter Klub auf, Pfeddersheim verblieb trotz Niederlage in der Oberliga. Aus der Regionalliga West/Südwest stieg der FC 08 Homburg ab. Die Oberliga Südwest spielte in der folgenden Saison ausnahmsweise mit 19 Mannschaften.
Der Torschützenkönig wurde Eduard Kaçaçi von der FSG Schiffweiler mit 23 Treffern.

## Klagen des FK Pirmasens, TuS Montabaur und SV Adler Osterfeld
| Betzdorf |

| Bingen |

| Eisbachtal |

| Halberg Brebach |

| Hamm |

| Hauenstein |

| Idar- Oberstein |

| Koblenz |

| Mettlach |

| Montabaur |

| Neunkirchen |

| Pfeddersheim |

| Pirmasens |

| Prüm |

| Saarbrücken |

| Schiffweiler |

| Wirges |

| Worms |

Während der SC 07 Idar-Oberstein nach Abschluss des 34. und letzten Spieltags am 29. Mai 1999 die Meisterschaft der Oberliga Südwest errang und damit den Aufstieg in die Regionalliga West/Südwest zur Saison 1999/2000 realisierte, qualifizierte sich der FK Pirmasens als Südwest-Vizemeister hinter Idar-Oberstein für ein Relegationsspiel gegen den Vizemeister der Oberliga Nordrhein, den SV Adler Osterfeld. Die Amateure des FC Schalke 04 als Vizemeister der Oberliga Westfalen hatten eine Teilnahme aus terminlichen Gründen abgesagt.
Nach torlosen 120 Minuten verlor der FKP das Aufstiegsspiel am 12. Juni 1999 auf neutralem Platz im Montabaurer Mons-Tabor-Stadion mit 3:4 im Elfmeterschießen gegen Osterfeld. Der Sieg hatte für die Osterfelder jedoch nicht den Aufstieg zur Folge, der Verein war Opfer der seinerzeitigen Auf- und Abstiegsregelungen. Da die kompletten vier Abstiegsplätze in der Zweitliga-Spielzeit 1998/99 nach Beendigung des 34. Spieltags am 17. Juni 1999 mit dem FC Gütersloh, KFC Uerdingen 05, SG Wattenscheid 09 und Fortuna Düsseldorf mit Klubs aus dem Bereich der Regionalliga West/Südwest belegt worden waren und Eintracht Trier den Aufstieg in die 2. Bundesliga in der Aufstiegsrunde zwischen dem 6. und 19. Juni 1999 verpasst hatte, war nur der Aufstieg der Meister aus den Oberligen Westfalen, Nordrhein und Südwest vorgesehen – in der Oberliga Südwest war dies Stand Saisonende Anfang Juni der SC 07 Idar-Oberstein.
Am 30. Juni 1999 wurde in einem Artikel der Rhein-Zeitung aufgedeckt, dass der Spieler Dieter Bux vom TuS Montabaur aufgrund eines ungültigen Vertrags nicht für seinen Klub in der zurückliegenden Spielzeit spielberechtigt gewesen war. Der FK Pirmasens, der in der Partie des sechsten Spieltags am 6. September 1998 auf heimischem Platz nicht über ein 2:2-Unentschieden gegen Montabaur hinausgekommen war, legte daraufhin sofort Protest gegen die Wertung des Spieles ein. Der Rechtsrat des Fußballverbands Rheinland bestätigte daraufhin, dass keine gültige Spielberechtigung vorgelegen hatte, da Bux’ Vertrag kurz nach der Unterzeichnung aufgelöst worden war. Der Spieler hatte aber dennoch für den TuS Montabaur gespielt.
Vor dem Landgericht Kaiserslautern erwirkte Pirmasens erfolgreich eine einstweilige Anordnung; das 2:2-Unentschieden gegen Montabaur wurde richterlich zum 2:0-Erfolg gewertet. Ebenso waren auch die noch verbliebenen Punkte der Montabaurer in der Schwebe, da Bux auch in 29 weiteren Spielen eingesetzt worden war, aus denen der TuS 40 seiner noch 44 Punkte geholt hatte. Mit dem Abzug der Punkte wäre der TuS Montabaur klarer Absteiger in die Rheinlandliga gewesen. Allerdings bekam der TuS Montabaur wenige Tage später vor dem Landgericht Koblenz Recht, dass Bux sehr wohl spielberechtigt gewesen war. Zunächst legte der Fußballverband Rheinland Rechtsmittel gegen diese Entscheidung ein, einigte sich aber kurz darauf außergerichtlich mit dem Klub. Bux sei lediglich im Auswärtsspiel beim FK Pirmasens nicht spielberechtigt gewesen, in allen anderen 29 Spielen durfte er aber spielen. Mit den dort erzielten 40 Punkten reichte es daraufhin zum Klassenerhalt.
| Datum             | Ereignis                                                                      |
| 6. September 1998 | Pirmasens und Montabaur trennen sich 2:2-Unentschieden                        |
| 29. Mai 1999      | 34. und letzter Spieltag der Oberliga Südwest                                 |
| 6. Juni 1999      | Beginn der Aufstiegsrunde zur 2. Bundesliga                                   |
| 12. Juni 1999     | Aufstiegsspiel zwischen Pirmasens und Osterfeld (3:4 n. E.)                   |
| 17. Juni 1999     | 34. und letzter Spieltag der 2. Bundesliga                                    |
| 19. Juni 1999     | Ende der Aufstiegsrunde zur 2. Bundesliga                                     |
| 30. Juni 1999     | Ungültigkeit des Vertrags von Dieter Bux beim TuS Montabaur wird öffentlich   |
|                   | Klage des FK Pirmasens wird stattgegeben                                      |
|                   | Klage des TuS Montabaur wird stattgegeben                                     |
| 30. Juli 1999     | Pirmasens wird zum Oberliga-Meister und Regionalliga-Aufsteiger erklärt       |
| 31. Juli 1999     | Erster Spieltag der Regionalliga West/Südwest                                 |
| 31. Juli 1999     | Idar-Oberstein spielt im ersten Regionalliga-Spiel gegen Salmrohr             |
| 1. August 1999    | Formelle Aufnahme Idar-Obersteins in die Regionalliga                         |
| 11. August 1999   | Pirmasens spielt im ersten Regionalliga-Spiel gegen Bayer Leverkusen Amateure |
| 3. September 1999 | Klage des SV Adler Osterfeld wird abgewiesen                                  |

Somit existierten zwei Abschlusstabellen; in der einen war der SC 07 Idar-Oberstein Meister, in der anderen der FK Pirmasens. Der Vorstand des Fußball-Regional-Verbands Südwest entschied daraufhin auf einer kurzfristig anberaumten außerordentlichen Sitzung einen Tag vor dem Beginn der Regionalliga-Saison 1999/2000, den FK Pirmasens zum Meister der Oberliga-Saison 1998/99 zu erklären. Da ohnehin ursprünglich nur 19 Mannschaften antreten sollten, wurde im Spielplan der FK Pirmasens als Gegner der ursprünglich als spielfrei eingeplanten Vereine eingefügt. Die Pirmasenser stiegen zum 3. Spieltag in den Saisonverlauf ein und holten die ersten beiden Spieltage nach.
Dieses Urteil bedeutete zugleich für den SC 07 Idar-Oberstein die Aberkennung des sicher geglaubten Titels und damit auch des Aufstiegsrechtes. Als Härtefall wurde der Klub am 1. August 1999 während des laufenden ersten Spieltages jedoch ebenfalls für die Regionalliga zugelassen. Das Spiel gegen den FSV Salmrohr am ersten Spieltag war vorbehaltlich einer Entscheidung des Verbandes ausgetragen worden.
Weiterhin in der Oberliga blieb der SV Adler Osterfeld trotz des Erfolges im Aufstiegsspiel als Vizemeister der Oberliga Nordrhein, da der Regionalliga-Vorstand keine Rechtsgrundlage für den Antrag der Osterfelder sah, ebenso wie Idar-Oberstein in die Regionalliga aufgenommen zu werden. Gegen diese Entscheidung klagte der Klub, am 3. September 1999 lehnte das Oberlandesgericht Düsseldorf jedoch die entsprechende Klage ab.

## Tabelle

### Offizielle Abschlusstabelle
Die Tabelle zeigt die Platzierungen nach der Wertung des Spiels zwischen dem FK Pirmasens und dem TuS Montabaur (6. Spieltag; Ergebnis: 2:2) mit drei Punkten und 2:0 Toren zu Gunsten des FK Pirmasens.
Der FK Pirmasens überholte durch die Spielwertung den bis dahin führenden und als Oberliga-Meister geltenden SC 07 Idar-Oberstein. Für Montabaur hatte die Spielwertung keine Auswirkungen auf den Tabellenstand. Aufgrund der Konstellation wurde entschieden, dass sowohl Pirmasens als auch Idar-Oberstein in die Regionalliga aufstiegen.
Dadurch, dass es zwei Aufsteiger in die Regionalliga und keinen Absteiger aus der Regionalliga gab, stiegen mit der FSG Schiffweiler und dem SV Mettlach nur zwei Mannschaften direkt ab. Hassia Bingen verblieb in der Oberliga. Auch die Teilnahme der TSG Pfeddersheim an der Relegationsrunde war obsolet.
| Pl. | Verein                    | Sp. | S  | U  | N  | Tore    | Diff. | Punkte |
| --- | ------------------------- | --- | -- | -- | -- | ------- | ----- | ------ |
| 1.  | FK Pirmasens              | 34  | 22 | 8  | 4  | 063:220 | +41   | 74     |
| 2.  | SC 07 Idar-Oberstein      | 34  | 23 | 4  | 7  | 074:310 | +43   | 73     |
| 3.  | Borussia Neunkirchen      | 34  | 20 | 9  | 5  | 073:370 | +36   | 69     |
| 4.  | Eisbachtaler Sportfreunde | 34  | 19 | 8  | 7  | 077:330 | +44   | 65     |
| 5.  | 1. FC Saarbrücken II (N)  | 34  | 14 | 10 | 10 | 054:320 | +22   | 52     |
| 6.  | VfL Hamm/Sieg             | 34  | 12 | 11 | 11 | 046:440 | +2    | 47     |
| 7.  | SpVgg EGC Wirges (N)      | 34  | 13 | 7  | 14 | 051:610 | −10   | 46     |
| 8.  | SC Hauenstein             | 34  | 12 | 9  | 13 | 060:570 | +3    | 45     |
| 9.  | TuS Montabaur             | 34  | 11 | 11 | 12 | 043:460 | −3    | 44     |
| 10. | SG 06 Betzdorf (N)        | 34  | 13 | 4  | 17 | 039:650 | −26   | 43     |
| 11. | SV Prüm                   | 34  | 11 | 9  | 14 | 045:500 | −5    | 42     |
| 12. | Wormatia Worms (N)        | 34  | 11 | 8  | 15 | 054:560 | −2    | 41     |
| 13. | SC Halberg Brebach        | 34  | 12 | 5  | 17 | 055:630 | −8    | 41     |
| 14. | TuS Koblenz               | 34  | 7  | 17 | 10 | 038:430 | −5    | 38     |
| 15. | TSG Pfeddersheim          | 34  | 9  | 9  | 16 | 036:500 | −14   | 36     |
| 16. | Hassia Bingen             | 34  | 8  | 11 | 15 | 030:440 | −14   | 35     |
| 17. | FSG Schiffweiler          | 34  | 10 | 5  | 19 | 045:870 | −42   | 35     |
| 18. | SV Mettlach               | 34  | 3  | 7  | 24 | 025:870 | −62   | 16     |

### Zwischenzeitliche Abschlusstabelle
Die Tabelle zeigt die Platzierungen nach der Wertung aller Spiele des TuS Montabaur mit Beteiligung des Spielers Dieter Bux mit jeweils drei Punkten und 2:0 Toren zu Gunsten des Gegners.
Der FK Pirmasens überholte durch die Spielwertung den bis dahin führenden und als Oberliga-Meister geltenden SC 07 Idar-Oberstein. Die Aufstiegsfrage war zu diesem Zeitpunkt ungeklärt, da Pirmasens bereits die Relegationsspiele absolviert und den Aufstieg verpasst hatte.
Durch die zahlreichen Spielwertungen rutschte Montabaur abgeschlagen und mit lediglich vier Punkten auf den letzten Tabellenplatz ab. Die Montabaurer wären somit – rein sportlich – neben Schiffweiler und Mettlach der dritte Absteiger gewesen. Auch im Tabellenmittelfeld gab es diverse Verschiebungen, unter anderem gelang Hassia Bingen unter Einberechnung der Wertungen so der sportliche Klassenerhalt.
Der Verband beschloss aber schließlich, dass nur die Mannschaften absteigen würden, die sowohl in dieser als auch in der sportlichen Abschlusstabelle nach dem 34. Spieltag auf einem Abstiegsplatz gelegen hatten.
| Pl. | Verein                    | Sp. | S  | U  | N  | Tore    | Diff. | Punkte |
| --- | ------------------------- | --- | -- | -- | -- | ------- | ----- | ------ |
| 1.  | FK Pirmasens              | 34  | 22 | 8  | 4  | 064:220 | +42   | 74     |
| 2.  | SC 07 Idar-Oberstein      | 34  | 23 | 4  | 7  | 074:310 | +43   | 73     |
| 3.  | Borussia Neunkirchen      | 34  | 21 | 9  | 4  | 074:340 | +40   | 72     |
| 4.  | Eisbachtaler Sportfreunde | 34  | 21 | 6  | 7  | 080:310 | +49   | 69     |
| 5.  | 1. FC Saarbrücken II (N)  | 34  | 15 | 10 | 9  | 054:310 | +23   | 55     |
| 6.  | SpVgg EGC Wirges (N)      | 34  | 15 | 5  | 14 | 054:490 | +5    | 500    |
| 7.  | VfL Hamm/Sieg             | 34  | 13 | 10 | 11 | 048:440 | +4    | 490    |
| 8.  | SG 06 Betzdorf (N)        | 34  | 15 | 4  | 15 | 041:570 | −16   | 49     |
| 9.  | SC Halberg Brebach        | 34  | 14 | 4  | 16 | 055:590 | −4    | 46     |
| 10. | SC Hauenstein             | 34  | 12 | 9  | 13 | 058:560 | +2    | 45     |
| 11. | SV Prüm                   | 34  | 12 | 8  | 14 | 046:490 | −3    | 44     |
| 12. | TuS Koblenz               | 34  | 9  | 16 | 9  | 042:410 | +1    | 43     |
| 13. | Wormatia Worms (N)        | 34  | 12 | 7  | 15 | 055:550 | ±0    | 43     |
| 14. | Hassia Bingen             | 34  | 10 | 10 | 14 | 034:430 | −9    | 40     |
| 15. | TSG Pfeddersheim          | 34  | 10 | 9  | 15 | 038:450 | −7    | 39     |
| 16. | FSG Schiffweiler          | 34  | 11 | 5  | 18 | 048:850 | −37   | 38     |
| 17. | SV Mettlach               | 34  | 4  | 6  | 24 | 024:840 | −60   | 18     |
| 18. | TuS Montabaur             | 34  | 1  | 1  | 32 | 006:760 | −70   | 04     |

### Sportliche Abschlusstabelle
Die Tabelle zeigt die Platzierungen nach Abschluss des letzten Spieltags, bei der das Spiel zwischen dem FK Pirmasens und dem TuS Montabaur (6. Spieltag) mit dem Ergebnis von 2:2 gewertet wurde.
In der „sportlichen Abschlusstabelle“ lag der SC 07 Idar-Oberstein einen Punkt vor Pirmasens und qualifizierte sich somit für den direkten Aufstieg in die Regionalliga. Der FK Pirmasens qualifizierte sich durch einen freien Startplatz in der Regionalliga für ein Relegationsspiel gegen den SV Adler Osterfeld, den Vizemeister der Oberliga Nordrhein.
Bei der Ausgangssituation von nur einem Direktaufsteiger in die Regionalliga bei gleichzeitigem Abstieg eines Teams aus der Regionalliga, waren die letzten drei Mannschaften – namentlich Hassia Bingen, die FSG Schiffweiler und der SV Mettlach – sportlich abgestiegen. Die TSG Pfeddersheim qualifizierte sich für ein Entscheidungsspiel gegen einen der Verbandsliga-Vizemeister um den Oberliga-Verbleib.
| Pl. | Verein                    | Sp. | S  | U  | N  | Tore    | Diff. | Punkte |
| --- | ------------------------- | --- | -- | -- | -- | ------- | ----- | ------ |
| 1.  | SC 07 Idar-Oberstein      | 34  | 23 | 4  | 7  | 074:310 | +43   | 73     |
| 2.  | FK Pirmasens              | 34  | 21 | 9  | 4  | 063:240 | +39   | 72     |
| 3.  | Borussia Neunkirchen      | 34  | 20 | 9  | 5  | 073:370 | +36   | 69     |
| 4.  | Eisbachtaler Sportfreunde | 34  | 19 | 8  | 7  | 077:330 | +44   | 65     |
| 5.  | 1. FC Saarbrücken II (N)  | 34  | 14 | 10 | 10 | 054:320 | +22   | 52     |
| 6.  | VfL Hamm/Sieg             | 34  | 12 | 11 | 11 | 046:440 | +2    | 47     |
| 7.  | SpVgg EGC Wirges (N)      | 34  | 13 | 7  | 14 | 051:610 | −10   | 46     |
| 8.  | SC Hauenstein             | 34  | 12 | 9  | 13 | 060:570 | +3    | 45     |
| 9.  | TuS Montabaur             | 34  | 11 | 12 | 11 | 045:460 | −1    | 45     |
| 10. | SG 06 Betzdorf (N)        | 34  | 13 | 4  | 17 | 039:650 | −26   | 43     |
| 11. | SV Prüm                   | 34  | 11 | 9  | 14 | 045:500 | −5    | 42     |
| 12. | Wormatia Worms (N)        | 34  | 11 | 8  | 15 | 054:560 | −2    | 41     |
| 13. | SC Halberg Brebach        | 34  | 12 | 5  | 17 | 055:630 | −8    | 41     |
| 14. | TuS Koblenz               | 34  | 7  | 17 | 10 | 038:430 | −5    | 38     |
| 15. | TSG Pfeddersheim          | 34  | 9  | 9  | 16 | 036:500 | −14   | 36     |
| 16. | Hassia Bingen             | 34  | 8  | 11 | 15 | 030:440 | −14   | 35     |
| 17. | FSG Schiffweiler          | 34  | 10 | 5  | 19 | 045:870 | −42   | 35     |
| 18. | SV Mettlach               | 34  | 3  | 7  | 24 | 025:870 | −62   | 16     |

| (N) | Aufsteiger aus der Verbands- oder Landesliga 1997/98 |

## Kreuztabelle
Die Kreuztabelle stellt die Ergebnisse aller Spiele dieser Saison dar. Die Heimmannschaft ist in der linken Spalte, die Gastmannschaft in der oberen Zeile aufgelistet.
| 1998/99                   | FK Pirmasens | SC 07 Idar-Oberstein | Borussia Neunkirchen | Eisbachtaler Sportfreunde | 1. FC Saarbrücken II | VfL Hamm/Sieg | SpVgg EGC Wirges | SC Hauenstein | TuS Montabaur | SG 06 Betzdorf | SV Prüm | Wormatia Worms | SC Halberg Brebach | TuS Koblenz | TSG Pfeddersheim | Hassia Bingen | FSG Schiffweiler | SV Mettlach |
| ------------------------- | ------------ | -------------------- | -------------------- | ------------------------- | -------------------- | ------------- | ---------------- | ------------- | ------------- | -------------- | ------- | -------------- | ------------------ | ----------- | ---------------- | ------------- | ---------------- | ----------- |
| FK Pirmasens              |              | 4:1                  | 0:1                  | 2:1                       | 2:1                  | 3:0           | 2:0              | 2:0           | 2:0 1         | 3:0            | 1:1     | 2:2            | 2:0                | 2:0         | 2:1              | 2:0           | 1:0              | 2:0         |
| SC 07 Idar-Oberstein      | 1:0          |                      | 0:4                  | 1:0                       | 2:0                  | 3:1           | 4:1              | 2:0           | 5:1           | 1:0            | 2:0     | 4:1            | 3:1                | 2:1         | 1:1              | 1:1           | 7:0              | 2:0         |
| Borussia Neunkirchen      | 1:1          | 0:0                  |                      | 4:2                       | 1:0                  | 1:1           | 0:0              | 2:1           | 3:1           | 4:1            | 4:1     | 5:1            | 1:0                | 3:2         | 1:0              | 2:1           | 3:1              | 0:0         |
| Eisbachtaler Sportfreunde | 0:0          | 4:0                  | 3:1                  |                           | 1:3                  | 2:1           | 2:0              | 0:1           | 0:0           | 4:0            | 0:0     | 3:2            | 3:0                | 5:1         | 4:0              | 2:2           | 1:0              | 2:0         |
| 1. FC Saarbrücken II      | 2:1          | 0:3                  | 1:1                  | 0:0                       |                      | 0:1           | 1:2              | 3:1           | 4:0           | 6:0            | 1:0     | 2:1            | 2:2                | 3:1         | 1:1              | 1:1           | 0:0              | 0:0         |
| VfL Hamm/Sieg             | 1:2          | 0:3                  | 2:1                  | 0:2                       | 0:0                  |               | 1:2              | 1:3           | 0:0           | 3:0            | 4:5     | 1:1            | 1:1                | 0:1         | 3:2              | 1:0           | 1:1              | 3:1         |
| SpVgg EGC Wirges          | 0:3          | 3:0                  | 1:4                  | 2:4                       | 0:1                  | 1:1           |                  | 5:2           | 1:1           | 3:0            | 2:0     | 1:6            | 2:1                | 2:1         | 2:1              | 2:0           | 6:3              | 4:0         |
| SC Hauenstein             | 1:1          | 1:3                  | 1:0                  | 3:3                       | 1:0                  | 1:2           | 3:3              |               | 4:1           | 2:3            | 2:0     | 0:2            | 3:2                | 1:1         | 4:0              | 3:3           | 6:0              | 3:1         |
| TuS Montabaur             | 0:1          | 1:5                  | 2:0                  | 2:1                       | 1:0                  | 0:0           | 0:0              | 4:2           |               | 3:0            | 1:2     | 1:2            | 0:0                | 2:0         | 4:0              | 1:0           | 2:0              | 2:4         |
| SG 06 Betzdorf            | 2:1          | 1:0                  | 1:5                  | 1:1                       | 0:2                  | 1:4           | 0:0              | 1:2           | 2:5           |                | 1:0     | 4:0            | 1:1                | 0:0         | 2:0              | 3:0           | 2:3              | 2:1         |
| SV Prüm                   | 1:1          | 0:3                  | 1:2                  | 1:5                       | 3:1                  | 3:1           | 4:0              | 1:1           | 1:1           | 1:0            |         | 1:3            | 4:1                | 1:1         | 1:1              | 0:1           | 2:0              | 3:1         |
| Wormatia Worms            | 0:2          | 1:2                  | 0:2                  | 2:2                       | 1:3                  | 0:3           | 1:1              | 3:1           | 1:1           | 0:1            | 1:1     |                | 1:3                | 0:0         | 2:0              | 2:0           | 5:3              | 4:0         |
| SC Halberg Brebach        | 1:4          | 1:0                  | 3:5                  | 2:0                       | 3:1                  | 0:1           | 3:1              | 1:2           | 2:4           | 1:2            | 2:1     | 0:4            |                    | 3:4         | 1:1              | 4:1           | 2:0              | 3:2         |
| TuS Koblenz               | 0:0          | 1:1                  | 2:2                  | 0:3                       | 2:2                  | 1:1           | 2:1              | 0:0           | 0:0           | 2:0            | 2:0     | 0:0            | 1:2                |             | 1:1              | 1:1           | 1:1              | 0:0         |
| TSG Pfeddersheim          | 1:2          | 0:1                  | 2:2                  | 0:3                       | 0:2                  | 0:2           | 5:2              | 1:0           | 2:1           | 4:0            | 0:1     | 2:1            | 2:0                | 2:2         |                  | 0:0           | 1:0              | 2:0         |
| Hassia Bingen             | 1:1          | 2:1                  | 0:0                  | 0:2                       | 0:0                  | 2:2           | 0:1              | 2:1           | 0:0           | 0:2            | 2:0     | 0:1            | 3:0                | 2:0         | 0:2              |               | 0:3              | 4:2         |
| FSG Schiffweiler          | 2:4          | 0:7                  | 4:3                  | 1:4                       | 0:8                  | 1:1           | 3:0              | 2:2           | 1:0           | 1:3            | 2:5     | 3:2            | 1:3                | 0:2         | 2:1              | 1:0           |                  | 2:1         |
| SV Mettlach               | 0:5          | 0:3                  | 1:5                  | 1:8                       | 0:3                  | 0:2           | 2:0              | 2:2           | 1:1           | 2:3            | 0:0     | 2:1            | 0:6                | 0:5         | 0:0              | 0:1           | 1:4              |             |

## Relegationsrunde zur Oberliga
Die drei Vizemeister der Rheinlandliga, FV Rheinbrohl, Verbandsliga Saar, Rot-Weiß Hasborn-Dautweiler und Verbandsliga Südwest, Südwest Ludwigshafen, spielten zunächst in einer Einfachrunde einen Qualifikanten aus, der anschließend auf einen Vertreter der Oberliga Südwest traf, um einen weiteren Platz in der folgenden Spielzeit zu vergeben.
In der ersten Runde setzte sich Rot-Weiß Hasborn-Dautweiler durch und qualifizierte sich gegen den Oberliga-Vertreter TSG Pfeddersheim.
| Datum |                             | Ergebnis        |                             |
| ----- | --------------------------- | --------------- | --------------------------- |
| 22.5. | Südwest Ludwigshafen        | 0:0 (2:4 i. E.) | Rot-Weiß Hasborn-Dautweiler |
| 26.5. | FV Rheinbrohl               | 2:3             | Südwest Ludwigshafen        |
| 1.6.  | Rot-Weiß Hasborn-Dautweiler | 3:0             | FV Rheinbrohl               |

| Pl. | Verein                      | Sp. | S | U | N | Tore    | Diff. | Punkte |
| --- | --------------------------- | --- | - | - | - | ------- | ----- | ------ |
| 1.  | Rot-Weiß Hasborn-Dautweiler | 2   | 1 | 1 | 0 | 003:000 | +3    | 04     |
| 2.  | Südwest Ludwigshafen        | 2   | 1 | 1 | 0 | 003:200 | +1    | 04     |
| 3.  | FV Rheinbrohl               | 2   | 0 | 0 | 2 | 002:600 | −4    | 0      |

Das Spiel auf neutralem Platz in Kaiserslautern-Hohenecken gewann Hasborn-Dautweiler knapp mit 1:0. Hasborn-Dautweiler sicherte sich somit den Aufstieg in die Oberliga. Die unterlegene TSG Pfeddersheim verblieb trotz der Niederlage ebenfalls in der Oberliga.
|                  | Ergebnis  |                             |
| ---------------- | --------- | --------------------------- |
| TSG Pfeddersheim | 0:1 (0:0) | Rot-Weiß Hasborn-Dautweiler |